# Thoras
Thoras é uma comuna francesa na região administrativa de Auvérnia-Ródano-Alpes, no departamento de Alto Loire. Estende-se por uma área de 44.93 km². Em 2010 a comuna tinha 234 habitantes (densidade: 5,2 hab./km²).
Em 1 de janeiro de 2016, a antiga comuna de Croisances foi incorporada ao seu território.